# Episodi de La mamma è sempre la mamma (sesta stagione)
La sesta stagione della serie televisiva La mamma è sempre la mamma è stata trasmessa in anteprima negli Stati Uniti d'America in syndication tra il 23 settembre 1989 e il 24 febbraio 1990.
| nº | Titolo originale                | Titolo italiano | Prima TV USA      | Prima TV Italia |
| -- | ------------------------------- | --------------- | ----------------- | --------------- |
| 1  | Mama's Medicine Show            |                 | 23 settembre 1989 |                 |
| 2  | An Affair to Forget             |                 | 30 settembre 1989 |                 |
| 3  | Mr. Wrong                       |                 | 7 ottobre 1989    |                 |
| 4  | Now Hear This                   |                 | 14 ottobre 1989   |                 |
| 5  | Tri-State's Most Wanted         |                 | 21 ottobre 1989   |                 |
| 6  | Mama Fights Back                |                 | 28 ottobre 1989   |                 |
| 7  | A Blast from the Past           |                 | 4 novembre 1989   |                 |
| 8  | Psychic Pheno-Mama              |                 | 11 novembre 1989  |                 |
| 9  | Take My Mama, Please            |                 | 18 novembre 1989  |                 |
| 10 | Bubba's House Band              |                 | 25 novembre 1989  |                 |
| 11 | Mama Takes Stock                |                 | 2 dicembre 1989   |                 |
| 12 | War of the Roses                |                 | 9 dicembre 1989   |                 |
| 13 | Mama Takes a Dive               |                 | 16 dicembre 1989  |                 |
| 14 | Mama Gets Goosed                |                 | 23 dicembre 1989  |                 |
| 15 | The Big Nap                     |                 | 20 gennaio 1990   |                 |
| 16 | Pinup Mama                      |                 | 27 gennaio 1990   |                 |
| 17 | Guess Who's Going to Dinner     |                 | 3 febbraio 1990   |                 |
| 18 | Look Who's Breathing            |                 | 10 febbraio 1990  |                 |
| 19 | There Is Nothing Like the Dames |                 | 17 febbraio 1990  |                 |
| 20 | Bye Bye Baby                    |                 | 24 febbraio 1990  |                 |